# Federazione pallavolistica del Pakistan
La Federazione pakistana di pallavolo (eng. Pakistan Volleyball Federation, PVF) è un'organizzazione fondata nel 1955 per governare la pratica della pallavolo in Pakistan.
Organizza il campionato maschile e femminile, e pone sotto la propria egida la nazionale maschile e femminile.
Ha aderito alla FIVB nel 1955.